# Parné-sur-Roc
Parné-sur-Roc est une commune française, située dans le département de la Mayenne en région Pays de la Loire, peuplée de 1 384 habitants (les Parnéens).
La commune fait partie de la province historique du Maine, et se situe dans le Bas-Maine.

## Géographie
La commune se situe dans le département de la Mayenne, à 11,7 km de Laval, le chef-lieu du département, sur la route de Tours. Parné-sur-Roc est traversé par l'Ouette.
| Forcé     | Bonchamp-lès-Laval    | Louvigné  |
| Entrammes | Parné-sur-Roc         | Bazougers |
| Entrammes | Maisoncelles-du-Maine | Arquenay  |

### Climat
Pour des articles plus généraux, voir Climat des Pays de la Loire et Climat de la Mayenne.
En 2010, le climat de la commune est de type climat océanique altéré, selon une étude du CNRS s'appuyant sur une série de données couvrant la période 1971-2000. En 2020, Météo-France publie une typologie des climats de la France métropolitaine dans laquelle la commune est exposée à un climat océanique et est dans la région climatique  Moyenne vallée de la Loire, caractérisée par une bonne insolation (1 850 h/an) et un été peu pluvieux. 
Pour la période 1971-2000, la température annuelle moyenne est de 11,4 °C, avec une amplitude thermique annuelle de 13,8 °C. Le cumul annuel moyen de précipitations est de 730 mm, avec 12 jours de précipitations en janvier et 6,7 jours en juillet. Pour la période 1991-2020, la température moyenne annuelle observée sur la station météorologique de Météo-France la plus proche, sur la commune d'Argentré à 9 km à vol d'oiseau, est de 11,8 °C et le cumul annuel moyen de précipitations est de 780,7 mm,. Pour l'avenir, les paramètres climatiques de la commune estimés pour 2050 selon différents scénarios d'émission de gaz à effet de serre sont consultables sur un site dédié publié par Météo-France en novembre 2022.

## Urbanisme

### Typologie
Au 1er janvier 2024, Parné-sur-Roc est catégorisée bourg rural, selon la nouvelle grille communale de densité à sept niveaux définie par l'Insee en 2022.
Elle est située hors unité urbaine. Par ailleurs la commune fait partie de l'aire d'attraction de Laval, dont elle est une commune de la couronne,. Cette aire, qui regroupe 66 communes, est catégorisée dans les aires de 50 000 à moins de 200 000 habitants,.

### Occupation des sols
L'occupation des sols de la commune, telle qu'elle ressort de la base de données européenne d’occupation biophysique des sols Corine Land Cover (CLC), est marquée par l'importance des territoires agricoles (95,6 % en 2018), en diminution par rapport à 1990 (97,8 %). La répartition détaillée en 2018 est la suivante : 
terres arables (57,3 %), prairies (37,6 %), forêts (2,4 %), zones urbanisées (2 %), zones agricoles hétérogènes (0,8 %). L'évolution de l’occupation des sols de la commune et de ses infrastructures peut être observée sur les différentes représentations cartographiques du territoire : la carte de Cassini (XVIIIe siècle), la carte d'état-major (1820-1866) et les cartes ou photos aériennes de l'IGN pour la période actuelle (1950 à aujourd'hui).

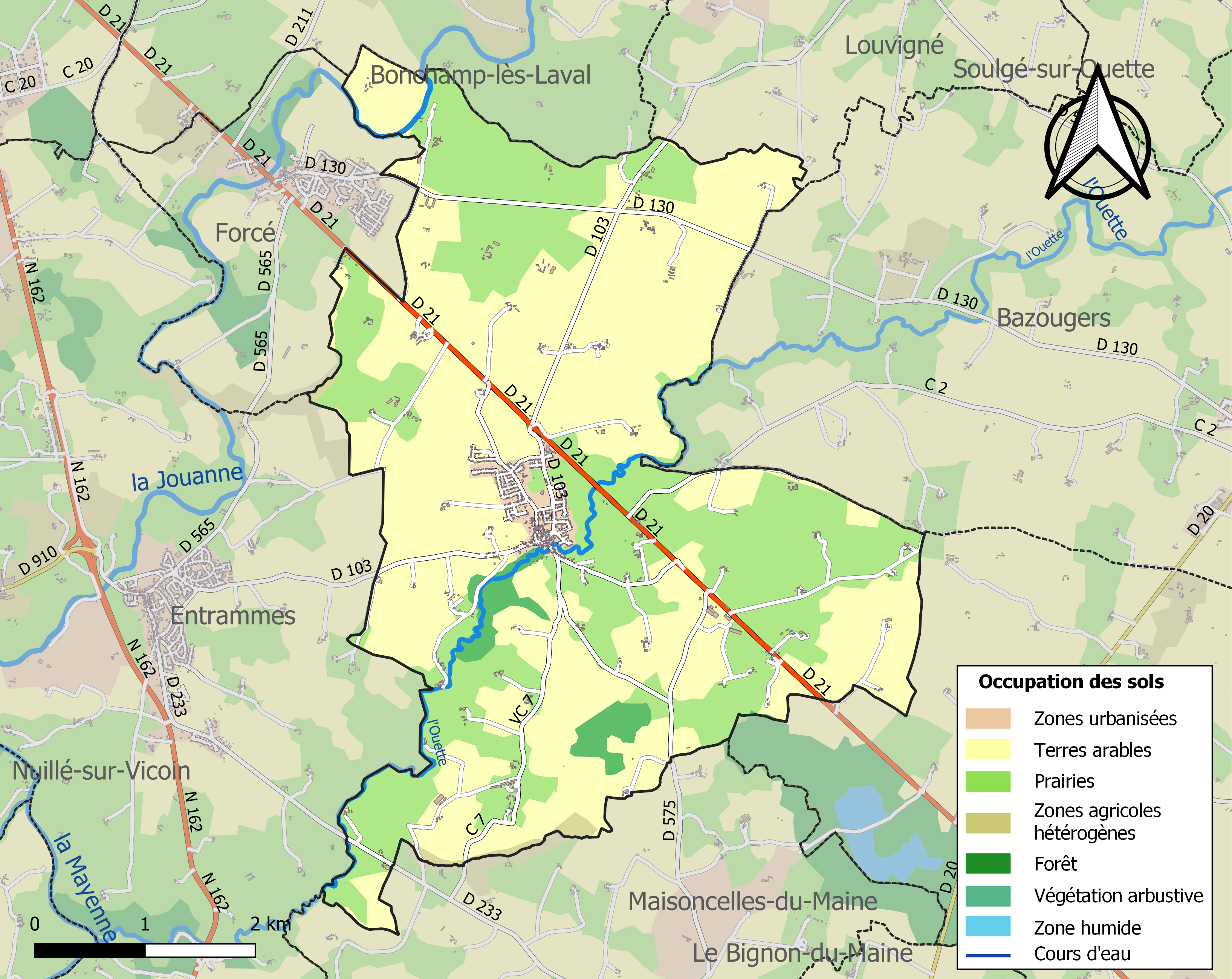
Carte des infrastructures et de l'occupation des sols de la commune en 2018 (CLC).

## Histoire
L'origine de Parné est à chercher dans une villa galloromaine située en bordure de la voie romaine en contrebas du village. Le cimetière mérovingien du domaine devient le site de construction de l'église primitive reconstruite au XIe siècle avec réutilisation de morceaux de sarcophages en falun.
Quand l'église est cédée par les seigneurs du lieu à l'abbaye Saint-Nicolas d'Angers à la fin du XIe, les terres autour sont destinées à constituer un bourg qui se constitue proche de l'église et sur trajet du chemin très fréquenté de Tours au Mont-Saint-Michel, chemin valais puis chemin rennais et ensuite chemin montais,.
Plusieurs maisons médiévales correspondent à la reconstruction après la Guerre de Cent Ans, elles sont aménagées avec une cave de tisserand, activité majeure dans le Maine et à Parné jusqu'au XVIIIe siècle. 
En 1818, utilisant une veine de calcaire carbonifère deux usines de four à chaux sont construites avec leur logements ouvriers encore conservés. Cette activité s'arrête au début du XXe.
À la création des cantons (1790), Parné est chef-lieu de canton. Ce canton est supprimé lors du redécoupage cantonal de l'an IX (1801).
En 1919, Parné devient officiellement Parné-sur-Roc.

## Politique et administration

### Administration municipale
Le conseil municipal est composé de quinze membres.

### Liste des maires
| Période   | Période   | Identité          | Étiquette | Qualité             |
| --------- | --------- | ----------------- | --------- | ------------------- |
| juin 1995 | mars 2008 | Daniel Guérin     | SE        | Chef de secteur     |
| mars 2008 | mars 2014 | Élisabeth Pannard | SE        | Comptable           |
| mars 2014 | mai 2020  | Daniel Guérin     | SE        | Retraité            |
| mai 2020  | En cours  | David Cardoso     | SE        | Responsable de pôle |

## Démographie
L'évolution du nombre d'habitants est connue à travers les recensements de la population effectués dans la commune depuis 1793. Pour les communes de moins de 10 000 habitants, une enquête de recensement portant sur toute la population est réalisée tous les cinq ans, les populations de référence des années intermédiaires étant quant à elles estimées par interpolation ou extrapolation. Pour la commune, le premier recensement exhaustif entrant dans le cadre du nouveau dispositif a été réalisé en 2005.
En 2022, la commune comptait 1 384 habitants, en évolution de +3,67 % par rapport à 2016 (Mayenne : −0,73 %, France hors Mayotte : +2,11 %).
| 1793  | 1800 | 1806 | 1821  | 1831  | 1836  | 1841  | 1846  | 1851  |
| ----- | ---- | ---- | ----- | ----- | ----- | ----- | ----- | ----- |
| 1 013 | 886  | 896  | 1 026 | 1 034 | 1 078 | 1 103 | 1 101 | 1 110 |

| 1856  | 1861  | 1866  | 1872 | 1876  | 1881 | 1886  | 1891 | 1896 |
| ----- | ----- | ----- | ---- | ----- | ---- | ----- | ---- | ---- |
| 1 111 | 1 101 | 1 040 | 972  | 1 030 | 981  | 1 016 | 984  | 969  |

| 1901 | 1906 | 1911 | 1921 | 1926 | 1931 | 1936 | 1946 | 1954 |
| ---- | ---- | ---- | ---- | ---- | ---- | ---- | ---- | ---- |
| 883  | 869  | 842  | 782  | 793  | 782  | 742  | 769  | 755  |

| 1962 | 1968 | 1975 | 1982 | 1990 | 1999 | 2005  | 2006  | 2010  |
| ---- | ---- | ---- | ---- | ---- | ---- | ----- | ----- | ----- |
| 726  | 674  | 707  | 770  | 821  | 936  | 1 157 | 1 174 | 1 263 |

| 2015  | 2020  | 2022  | - | - | - | - | - | - |
| ----- | ----- | ----- | - | - | - | - | - | - |
| 1 332 | 1 383 | 1 384 | - | - | - | - | - | - |

## Économie
Outre l'activité agricole et ses entreprises, deux sociétés emploient plus de cinquante personnes : Emaplast fabriquant poseur menuiserie PVC alu et RIOU glass VIO. Les truites Rémon de la Pisciculture de l'Ouette, élevage et transformation, sont la renommée gastronomique du bourg. Le principal bassin d'emploi est l'agglomération de Laval.

## Lieux et monuments
Parné-sur-Roc est Petite cité de caractère. Elle est un village fleuri (trois fleurs) au concours des villes et villages fleuris.
- Église Saint-Pierre, XIe , XIIIe siècle.
- Anciens fours à chaux du XIXe siècle et leur habitat ouvrier, également inscrits[28].
- Chapelle Notre-Dame-de-Pitié dans le grand cimetière, citée en 1635 l'édifice néogothique actuel de l'architecte Eugène Hawke est une reconstruction de 1872[29].
- Pont médiéval.
- Château de Sumeraine.
- Manoir du Grand Cheré
- Ancien château de Parneau.
- Maisons anciennes médiévalles et maisons au riche décor de brique du XIXe dues au maître maçon Charles Fripier[30].

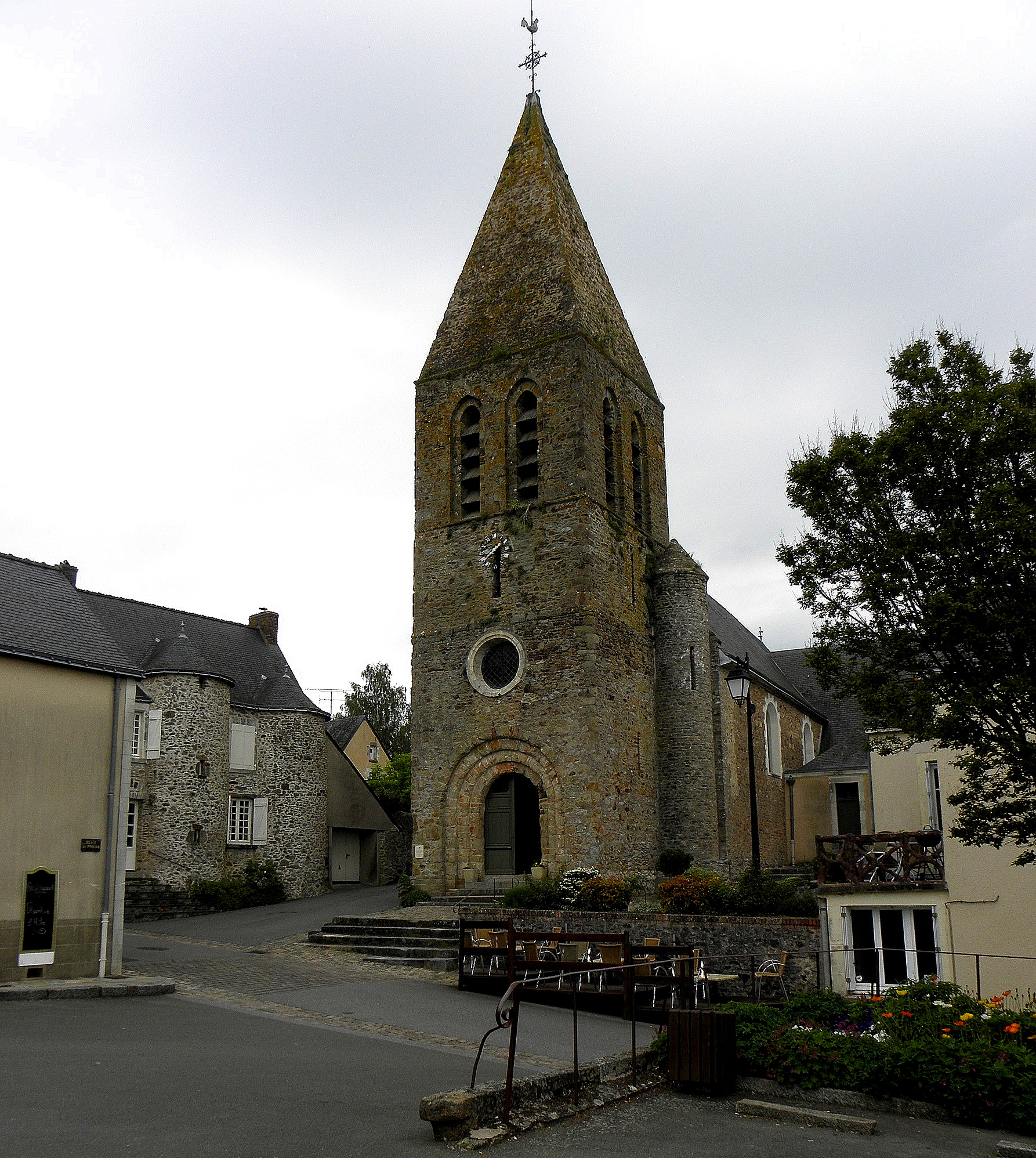
L'église et son clocher porche roman
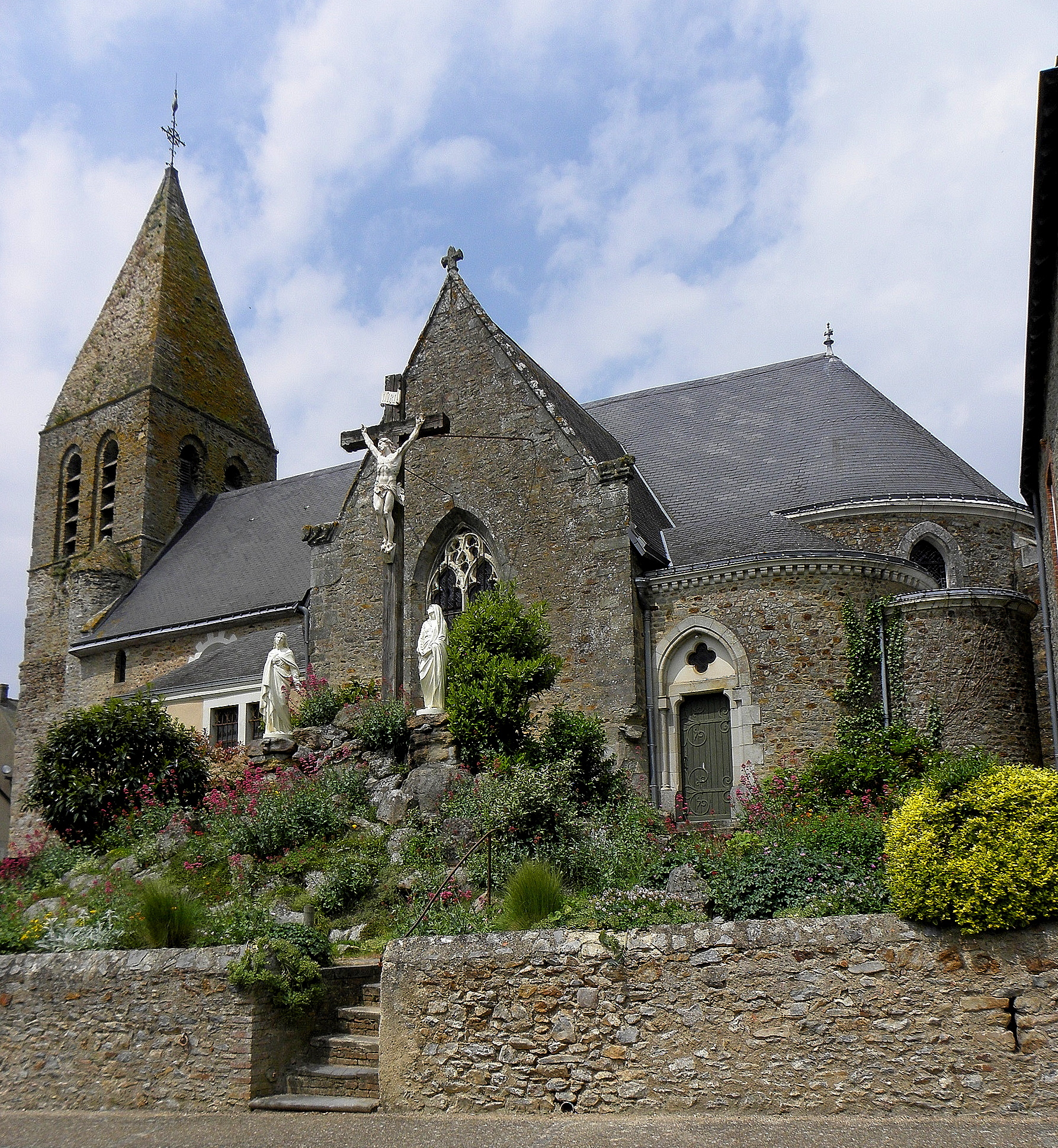
Le calvaire
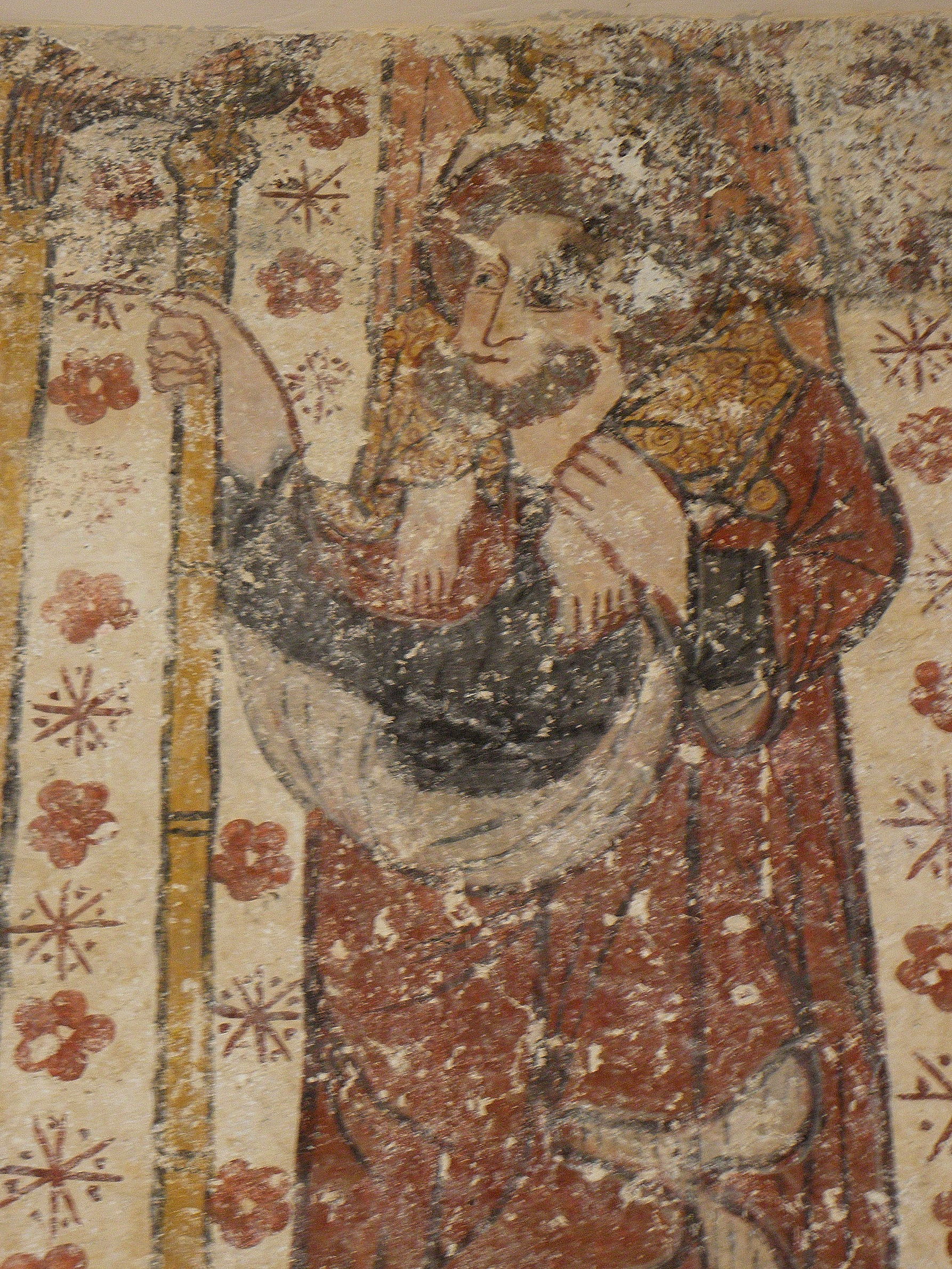
Saint Christophe peinture murale du XIIIe
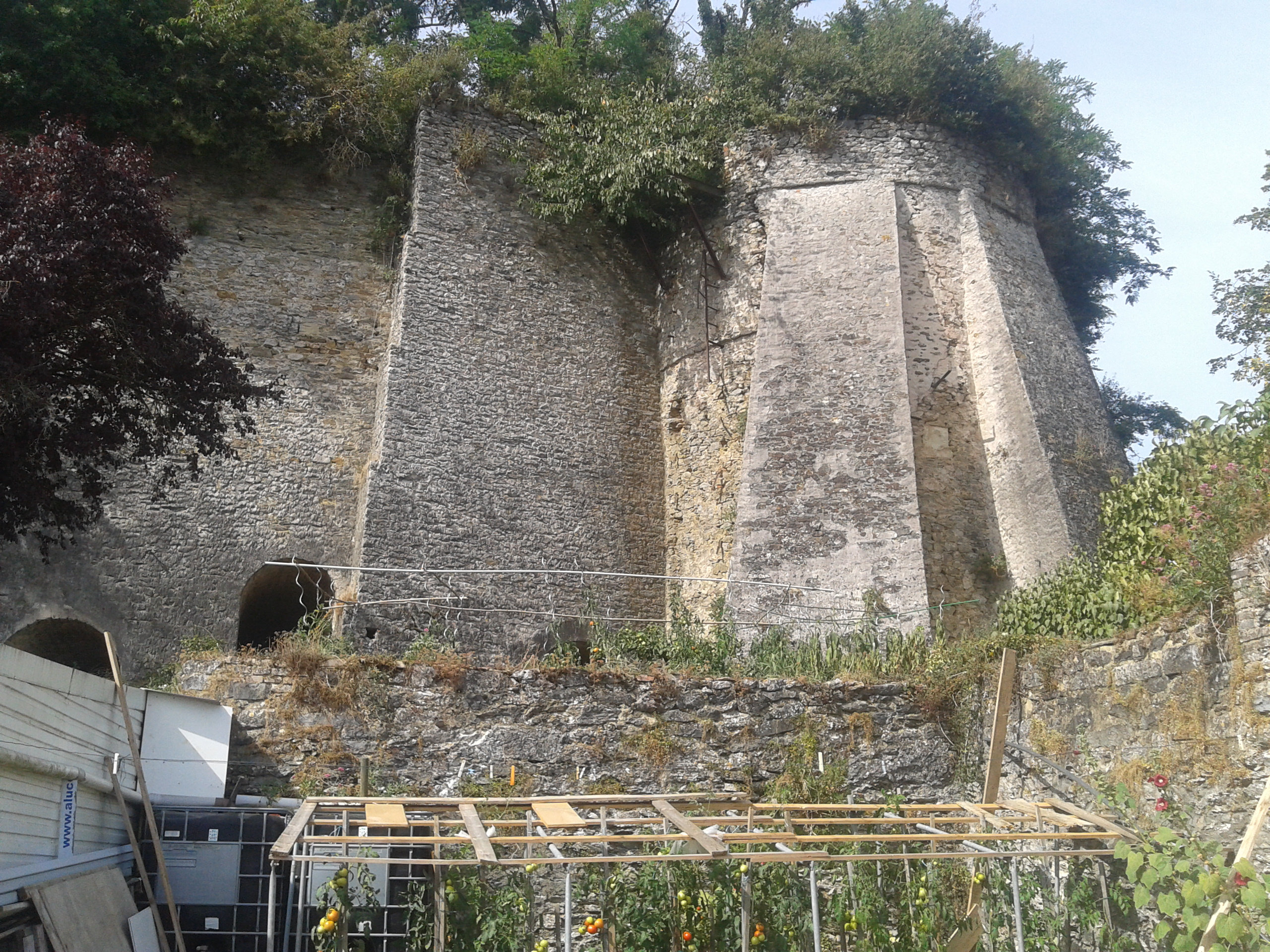
Les fours à chaux
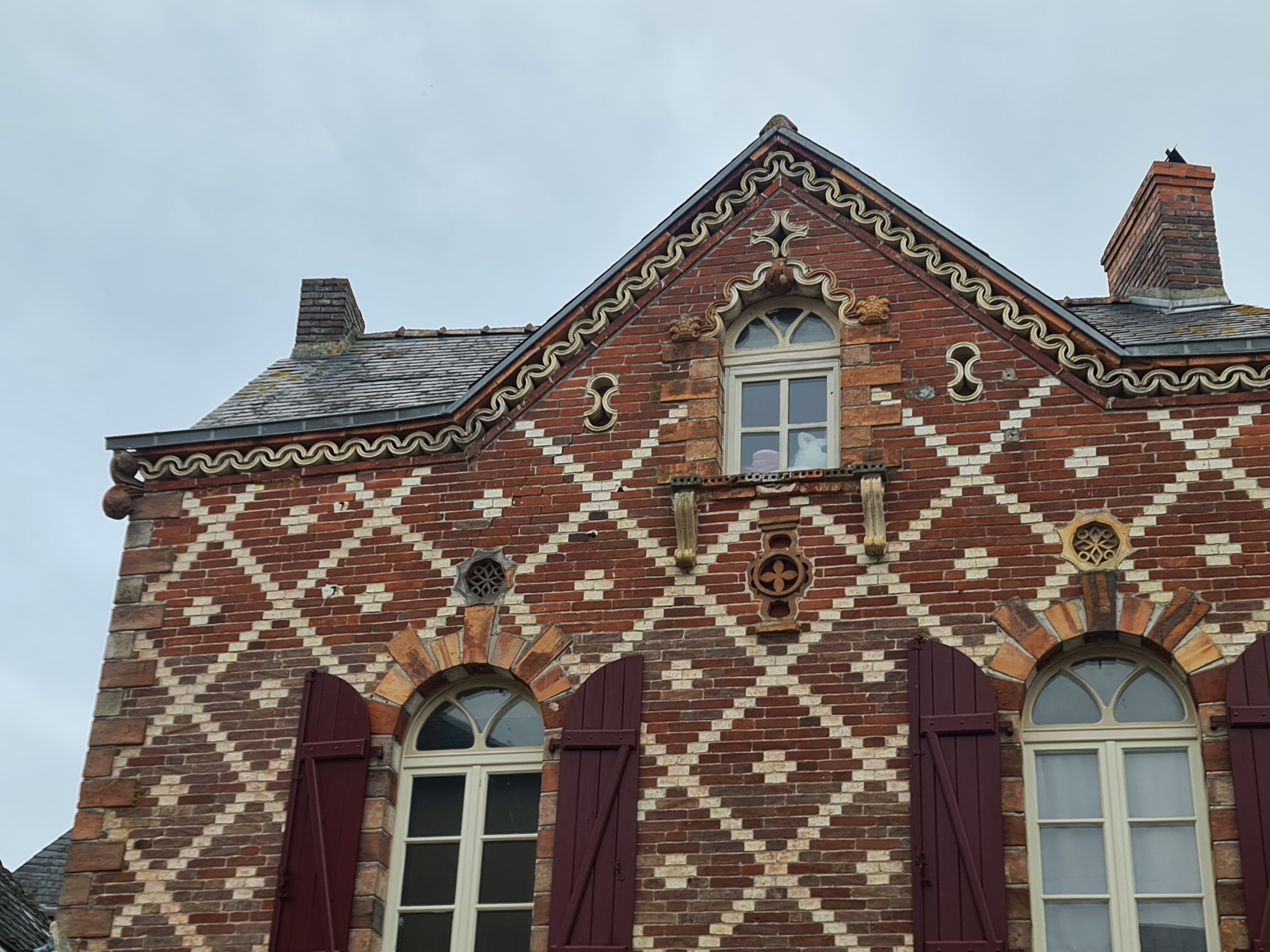
Façade caractéristique de Charles Fripier XIXe

## Activité et manifestations

### Sports
L'Association sportive de Parné-sur-Roc fait évoluer deux équipes de football en divisions de district et plusieurs équipes de jeunes (U13, U15, U18).

### Jumelages
- Rosendahl (Allemagne) depuis 1970.

### Manifestations
- Journée des peintres dans la rue, en juin.

## Personnalités liées à la commune
- André Mellé (XVIIe siècle), médecin et poète, né à Parné-sur-Roc.
- Charles Fripier (1821-1890) maître maçon[32].